# Fox Animation Studios
Fox Animation Studios fue una compañía estadounidense tradicional de producción de animación animada, que utilizaba tanto el CGI como la animación dibujada a mano en 2D, ubicada en Phoenix, Arizona, y fue la antigua subsidiaria interna de animación de 20th Century Fox Animation, una división de 20th Century Fox. Después de seis años de operación, el estudio se cerró el 26 de junio de 2000, diez días después del lanzamiento de su película final, Titan A.E., y fue reemplazado por Blue Sky Studios como la filial principal de 20th Century Fox Animation.

## Historia

### Establecimiento
Después del lanzamiento financieramente infructuoso de la película producida por Don Bluth Entertainment, Pulgarcita, en 1994, los animadores Don Bluth y Gary Goldman fueron contratados por Bill Mechanic, entonces presidente de 20th Century Fox, para crear un nuevo estudio de animación Fox. Mechanic y John Matoian, presidente de Fox Family Films, también contrataron a Stephen Brain (vicepresidente ejecutivo de Silver Pictures) como vicepresidente sénior / gerente general para supervisar la puesta en marcha del estudio y ejecutar las operaciones diarias de la división.

### Sobre el Estudio
La compañía fue diseñada para competir con Walt Disney Feature Animation, que tuvo un gran éxito a fines de la década de 1980 y principios de la década de 1990 con el lanzamiento de películas como La sirenita (1989), La bella y la bestia (1991), Aladdín (1992) y El rey león (1994). Los veteranos de Disney Bluth y Goldman llegaron en 1994 a Fox desde los Sullivan Bluth Studios, que habían producido An American Tail, The Land Before Time y Todos los perros van al cielo y Rock-a-Doodle, entre otras películas.
Antes de que Bluth llegara a Fox, el estudio distribuyó tres películas animadas durante la década de 1990 que fueron producidas por estudios externos: FernGully: Las Aventuras de Zak y Crysta, Once Upon a Forest y The Pagemaster, las dos últimas fueron fallas comerciales y críticas. Incluso antes, Fox distribuyó Hugo the Hippo de William Feigenbaum y József Gémes, dos características de Ralph Bakshi, Wizards y Fire and Ice, así como Raggedy Ann & Andy: A Musical Adventure de Richard Williams. Además, Fox distribuyó Astérix en América en Francia y Reino Unido.

### Producciones
Fox Animation Studios no alcanzó el mismo nivel de éxito que la cosecha animada de Disney, debido a la mayor competencia de Pixar y DreamWorks Animation, la disminución de los ingresos del Renacimiento de Disney y el aumento de la animación generada por computadora. Su primer estreno teatral, Anastasia (1997), encontró un éxito crítico y de taquilla. Su otro lanzamiento teatral, Titan A.E. (2000), recibió críticas mixtas y fue un fracaso costoso, perdiendo $ 100 millones por 20th Century Fox. Casi un año antes de su cierre, 20th Century Fox despidió a 300 de las casi 380 personas que trabajaban en el estudio de Phoenix para "hacer películas de manera más eficiente".

### Disolución
El 26 de junio de 2000, el estudio se cerró después de seis años de operación, como resultado de un fracaso financiero y problemas deficientes. Su último set de película que se hizo habría sido una adaptación de la novela ilustrada Barlowe's Inferno de Wayne Barlowe, y estaba destinado a hacerse con un CGI casi completo.
Las únicas otras producciones de Fox Animation Studios fueron la serie de televisión PBS Adventures from the Book of Virtues y la precuela directa a video de Anastasia, Bartok el Magnífico, junto con el trabajo subcontratado para El príncipe de Egipto de DreamWorks Animation. De todas las secuelas y spin-offs basadas en las propiedades existentes de Don Bluth, Bartok fue el único en tener a Bluth y Goldman como directores.
La antigua sede del estudio permaneció sin uso y en abandonado hasta que fue demolida en 2017.
A partir del 20 de marzo de 2019, la mayor parte de la biblioteca del estudio ahora es propiedad de The Walt Disney Company debido a la adquisición finalizada de 21st Century Fox.

## Producciones
- Adventures from the Book of Virtues (1996–2000; coproducido con PorchLight Entertainment y transmitido por PBS)[8][9]
- Anastasia (1997)
- El príncipe de Egipto (1998) (animación adicional de la línea final)
- Bartok el Magnífico (1999)
- Titan A.E. (2000)